# 卡布萊什科夫嶺
卡布萊什科夫嶺（英語：Kableshkov Ridge）是南極洲的山嶺，位於葛拉漢地，長4.5公里、寬1.5公里，最高點海拔高度550米，北面是宰恰爾冰川，東南面是奧德林灣，西面是底特律高原。

## 外部連結

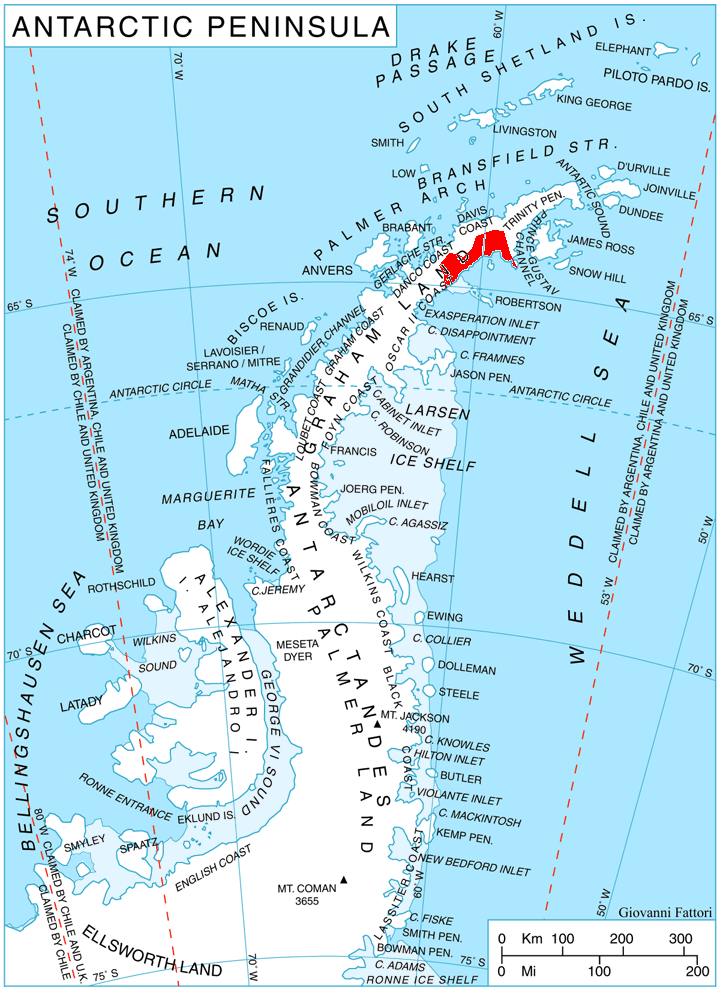

- Kableshkov Ridge.（页面存档备份，存于） SCAR Composite Antarctic Gazetteer.

64°31′53″S 60°23′21″W / 64.53139°S 60.38917°W